# Daniela Alves
Daniela Alves Lima (São Paulo, 12 de enero de 1984), conocida como Daniela, es una entrenadora y exfutbolista brasileña. Jugó como centrocampista en varios equipos de Brasil, Suecia y Estados Unidos. Con la selección de Brasil participó en dos Copas Mundiales y tres Juegos Olímpicos. Fue subcampeona en la Copa Mundial de 2007, medallista olímpica de plata en Atenas 2004 y Pekín 2008 y medallista de oro en los Juegos Panamericanos de 2003 y 2007.
Se desempeñó como entrenadora de la sección sub-18 femenina del Corinthians.
En la actualidad es la Entrenadora del equipo femenino de Uberlandia.

## Trayectoria
Daniela comenzó su carrera en 1999 en la Portuguesa. 
En 2003 fichó por el San Diego Spirit, de Estados Unidos. La liga profesional estadounidense (WUSA) quebró al terminar la temporada y Daniela jugó la siguiente temporada en Suecia, en el Kopparbergs/Göteborg FC, donde apenas jugó. 
En 2005 regresó a Estados Unidos, en la semiprofesional W-League, donde jugó en las Hampton Road Piranhas y el Bay State Select.
Tras regresar en 2007 a Brasil, en el Saad EC, volvió a probar en Suecia en 2008 con el Linköpings FC, en el que le fue mejor que en el Göteborg. 
Al año siguiente Estados Unidos volvió a crear una liga profesional (WPS) y Daniela fichó por el Saint Louis Athletica. Pero en su cuarto partido sufrió una ruptura del LAC y fractura de tibia en una entrada de Abby Wambach.
Tras recuperarse regresó a las Piranhas, en la menos exigente W-League, pero volvió a recaer a los pocos minutos en su debut y decidió poner punto final a su carrera con 26 años.  

## Estadísticas

### Clubes
| Club                    | País           | Año         |
| ----------------------- | -------------- | ----------- |
| Portuguesa              | Brasil         | 1997 - ¿?   |
| San Diego Spirit        | Estados Unidos | 2003        |
| Kopparbergs/Göteborg FC | Suecia         | 2004        |
| Hampton Roads Piranhas  | Estados Unidos | 2005        |
| Bay State Select        | Estados Unidos | 2005 - 2006 |
| Saad Esporte Clube      | Brasil         | 2007        |
| Linköpings              | Suecia         | 2008        |
| Saint Louis Athletica   | Estados Unidos | 2009        |
| Hampton Roads Piranhas  | Estados Unidos | 2010        |

## Selección nacional
Daniela debutó con la absoluta brasileña en 1999, en un amistoso contra Estados Unidos, y al año siguiente jugó los Juegos Olímpicos de Sídney, con 16 años.
En el Mundial 2003 abrió la goleada (4-1) a Noruega, campeón olímpico en Sídney. 
En los Juegos Olímpicos de Atenas ganó la plata. En el Mundial 2007 Brasil también llegó a la final y Daniela entró en el All-Star Team del torneo. 
En su último torneo con Brasil, los Juegos Olímpicos de Pekín, volvió a ganar la plata y su actuación le valió un sexto puesto en el FIFA World Player.
Hasta la lesión que acabó con su carrera Cristiane, Daniela, Marta y Rosana eran conocidas como las cuatro fantásticas de la selección.